# Пряности

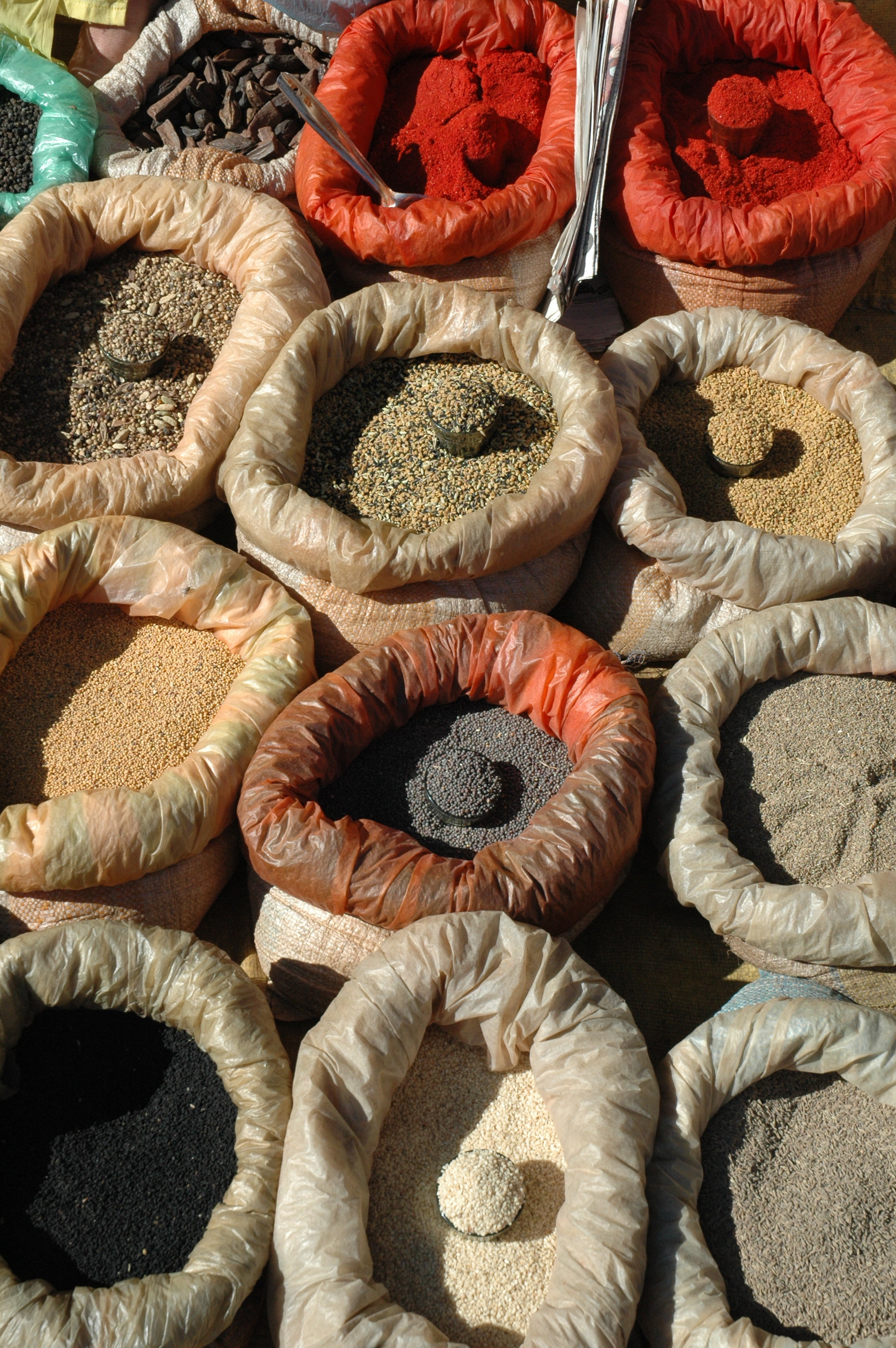
Типичный ассортимент пряностей индийской кухни

Пря́ности — различные части растений, обладающие специфическим, в той или иной мере устойчивым ароматом и вкусом, традиционно добавляемые в пищу в малых дозах, в основном, с целью улучшения вкусовых качеств продуктов, а также для предотвращения их быстрой порчи. Пряности способствуют пищеварению, поскольку усиливают выделение пищеварительных соков.

## Общие сведения
Пряности — добавки к пище исключительно растительного происхождения, содержащие ароматические и/или жгуче-вкусовые вещества (эфирные масла, гликозиды, танины и т. п.). В качестве пряностей могут использоваться различные части растений: листья (лавровый лист, укроп), стебли, соцветия и бутоны (гвоздика, каперсы), коренья (хрен, сельдерей), семена (горчица, мускатный орех), плоды (перец, тмин, ваниль, анис) и их части — кора/околоплодник, кожица (цитрусы).
По классификации, предложенной В. В. Похлёбкиным, пряности подразделяются на две группы: классические, или экзотические пряности и местные пряности.
Классические пряности используются (по крайней мере, в тех регионах, где они не произрастают) в сухом виде; местные пряности могут употребляться как в сухом, так и в свежем виде. Местные пряности также подразделяются на пряные овощи и пряные травы. Пряные овощи, в свою очередь, могут быть поделены на корнеплоды и луковичные пряности. Каждая пряность имеет в той или иной степени выраженный жгучий вкус, от практически несъедобного (например, кайенский перец) до едва ощутимого (например, мелисса лекарственная).
Пряности и приправы в узкокулинарном смысле — противоположные термины. Отличие пряностей от приправ заключается, в общем, в том, что пряности не употребляются отдельно и полноценным блюдом не являются (хотя некоторые, например, свежие пряные травы или корнеплоды можно употребить и в отдельности), тогда как приправы в известной степени могут употребляться отдельно, хотя и не все. Пряности, в отличие от приправ, лишь оттеняют общий вкус блюда, вносят новые нюансы, тогда как приправы сами по себе являются составляющей блюда в целом, создают его вкус. Некоторые пряности (в основном корнеплоды) можно использовать и как приправы, например, корень сельдерея — высушенный корень используется в виде пряности при приготовлении супа, он же в сыром или термически обработанном виде как ингредиент салата или основа для супа-пюре. Слово специи также, по крайней мере, в русском языке, не является синонимом слова пряности: специями в кулинарной практике и быту называют некий набор наиболее распространённых и употребляемых пряностей (перец, лавровый лист и т. п.) и приправ (соль, сахар, горчица и т. п.). Не следует путать пряности с ароматическими веществами типа иланг-иланга, лепестков розы и т. п., применяемыми только для ароматизации блюда или подцвечивания, но не для придания вкуса.

## Этимология слова
Происхождение русского слова «пряность» тривиально — от слова «перец» — первой известной в России пряности (перяный «наперчённый» — пряный — пряность). То же, кстати, происхождение, имеет слово пряник — в пряничном тесте используется 7—8 видов пряностей.
В мире же пряности называются по-разному: spezie (Италия), épice (Франция), spices (Великобритания, США), specezing (Нидерланды), — это слова, производные от позднелатинского species (нечто внушающее уважение, видное из себя).
В Германии пряности называются Gewürze, в Чехии kořeni, в Польше korzenie, в Эстонии vürts, что переводится как «коренья».
Интересно, что в Швеции пряности называются kryddor, что означает «порошкообразный», «растёртый».

## История
Предполагается, что человек начал использовать пряности в пище ранее, чем соль, в силу большей доступности их в некоторых регионах, при этом пряности также нашли своё применение в религиозных обрядах и медицине. В древности, очевидно, пряности использовались во многом для сохранения того или иного продукта в жарком климате, так как они обладают некоторыми бактерицидными свойствами.

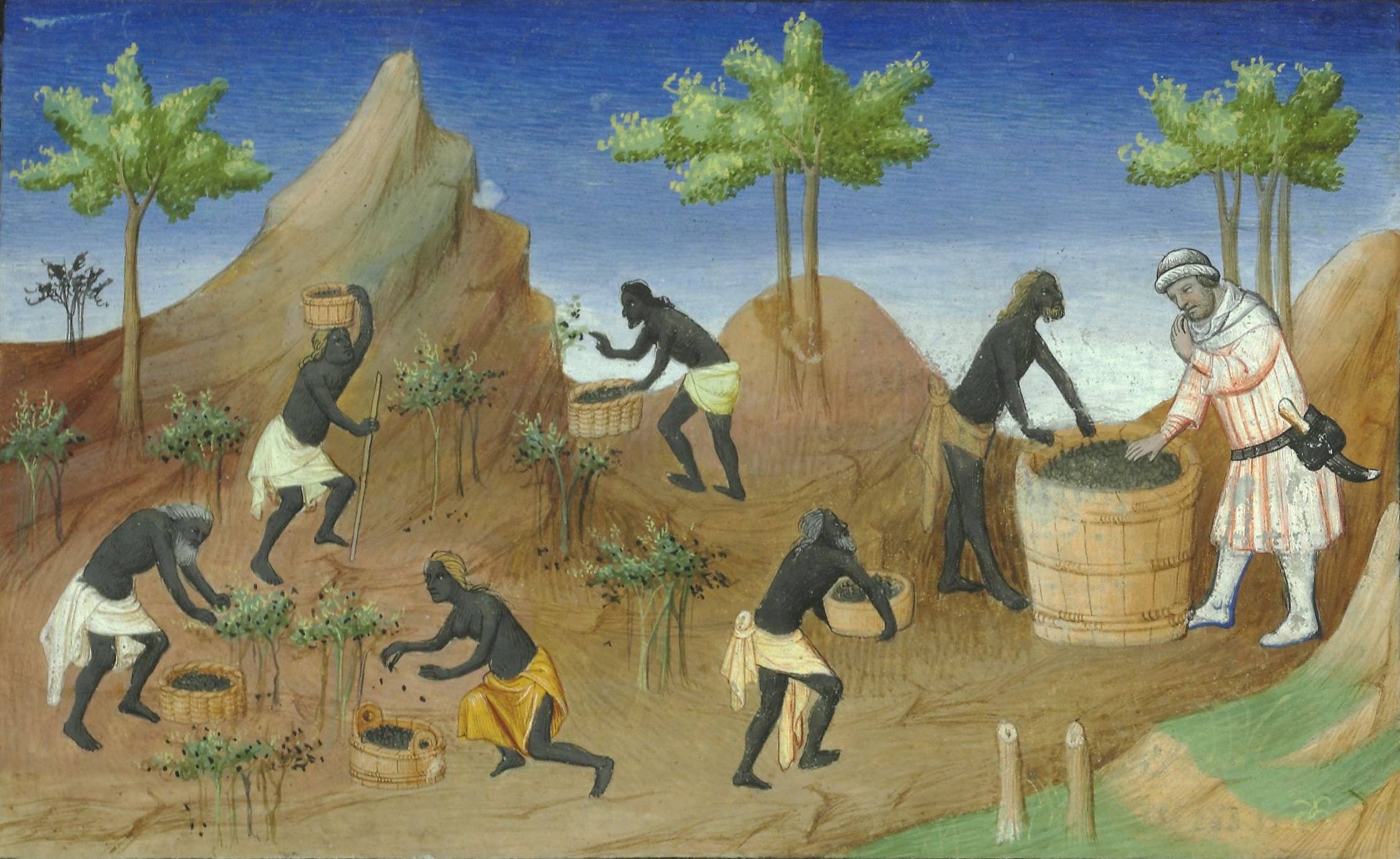
Заготовка перца. Иллюстрация из французского издания «Путешествия Марко Поло»

Первые упоминания о пряностях (имея в виду классические пряности ) встречаются в источниках древних цивилизаций Востока: в Китае, Индии, Египте и датируются историческим периодом около 3000 лет до нашей эры. Так, корица использовалась в Китае в 2700 году до нашей эры. В античный период пряности широко использовались греками и римлянами. Поставщиками пряностей являлись Индия, Цейлон, Южная Азия, Малая Азия, Средний Восток, Африка и Средиземноморье, и их стоимость была весьма высока.
Во времена Древнего Рима, например, Плиний жаловался, что ежегодно жителями Рима на экзотические ароматические снадобья тратится до 50 миллионов сестерциев. Аларих I в 408 году нашей эры потребовал в виде дани с римлян наряду с 5000 фунтов золота 3000 фунтов перца — разница в количестве, кстати, говорит ещё и о том, что у римлян перца было меньше, чем золота (по крайней мере, по мнению Алариха).
В годы раннего Средневековья торговля пряностями, в связи со всеобщим упадком после крушения Римской империи, угасла и активно возобновилась лишь в VII веке. Основным центром торговли пряностями стал Константинополь, куда пряности свозили арабские купцы и через византийских купцов продавали их европейским купцам. Кроме того, активная торговля пряностями велась на Пиренейском полуострове, где арабы непосредственно соприкасались с европейцами.
Активная торговля велась вплоть до завоевания Анатолии у Византийской империи турками-сельджуками, в результате чего торговый процесс был вновь нарушен. Однако, к тому времени в Европе к пряностям уже привыкли, и более того, злоупотребляли, не говоря уже о том, что торговля пряностями являлась одной из составляющих экономики. Какая-то часть пряностей была привезена в ходе Крестовых походов, но, конечно, полностью удовлетворить потребности населения в пряностях походы не могли. Византийская империя пришла в упадок, при этом католическая церковь запрещала вступать в непосредственные торговые отношения с «неверными», угрожая отлучением.
Тем не менее такая ситуация не устраивала купцов, и в конце концов Венеция получила от Папы Иннокентия III разрешение, в виде исключения торговать с мусульманами пряностями. С начала XIII века торговля была поделена между Венецией, Генуей и Пизой, но уже с XIV века венецианские купцы стали монополистами в торговле пряностями.
В то время пряности проделывали следующий путь: на Молуккских островах (Пряных) и близлежащих регионах их собирали малайцы, где их покупали арабские купцы и доставляли их в Малакку. Там они перегружались на более крупные корабли, при этом султан Малакки брал пошлину. Эти корабли продвигались вдоль берегов Индии и Аравийского полуострова, разгружались в Оманском заливе или на берегу Египта, откуда караванами доставлялись на средиземноморское побережье — опять же с платой за транзит. Уже в устье Нила пряности перегружались на крупные суда венецианских купцов. В целом, доставка пряностей до потребителя занимала около двух лет. В 1492 году в труде «Яблоко земное» Мартин Бехайм высчитал, что пряности должны пройти двенадцать рук, прежде чем дойти до потребителя: 

А также ведать надлежит, что специи, кои растут на островах индийских, на Востоке во множестве рук перебывают, прежде чем доходят до наших краёв.
Классические пряности с момента их известности в Европе имели большое влияние на экономическую и социальную составляющие жизни общества, из-за малой доступности, и как следствие, высокой цены. Едва ли не до XVIII—XIX веков пряности являлись предметом роскоши, средством накопления капитала, средством взаиморасчётов и поводом для вооружённых конфликтов.

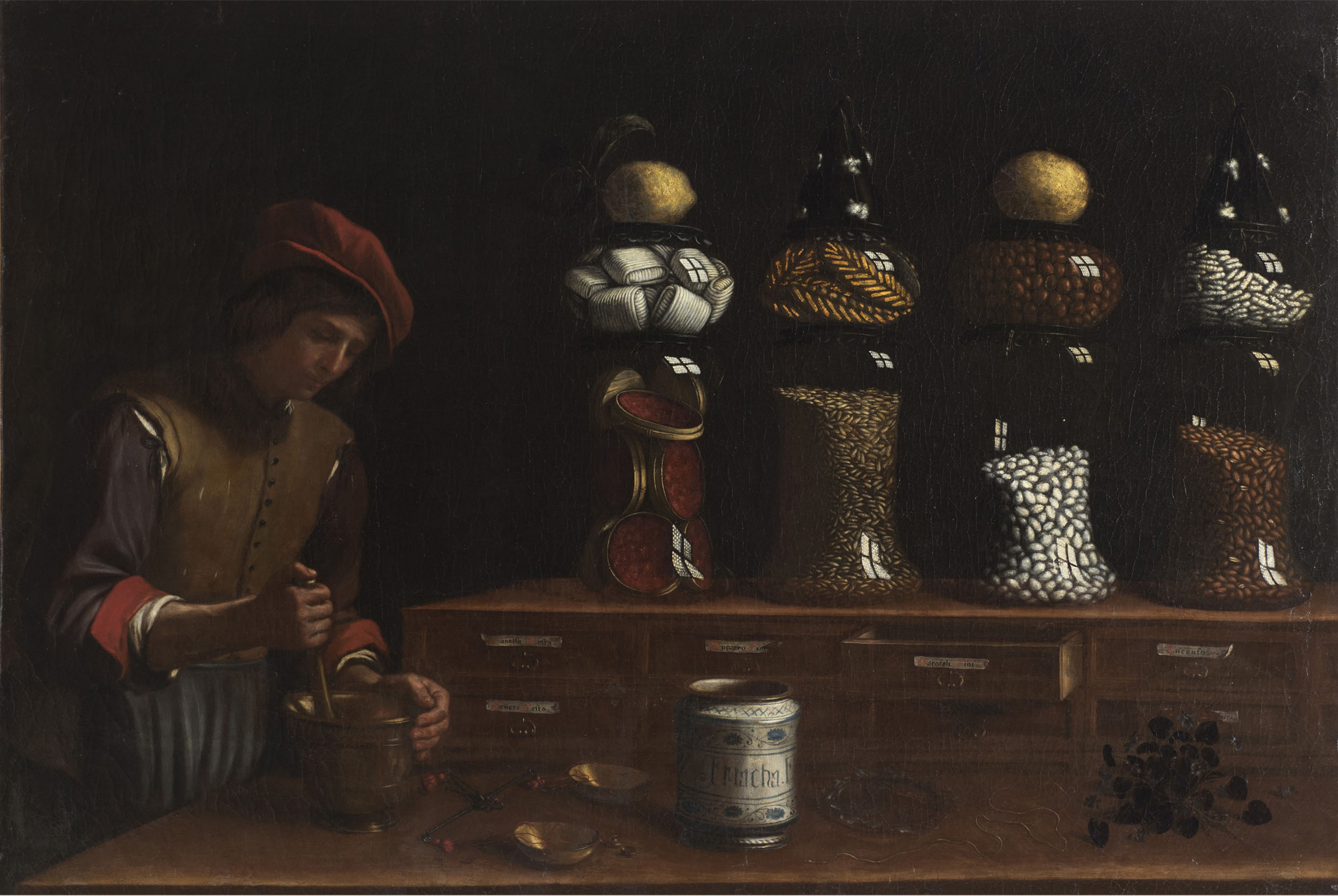
Паоло Барбьери. Лавка пряностей. Измельчение в ступке. (1637)

В Средневековье во Франции за фунт мускатных орехов можно было приобрести три-четыре овцы или корову. Генуэзцы в XII веке платили наёмникам, наряду с монетами, перцем. Даже штраф мог быть оплачен пряностями: в XIII веке горожане города Безье за убийство виконта, были приговорены к выплате в виде 3 фунтов перца.
Первым аналогами Палаты мер и весов во Франции вплоть до Великой Французской революции управляли именно торговцы пряностями, как наиболее точные люди (а также, очевидно, располагающие наиболее точным инструментом). Кандидаты в торговцы утверждались королевским прокурором после тщательной подготовки. В силу дороговизны пряностей появились и попытки их фальсификации. В ответ были введены сообразные, по мнению правоохранительных органов того времени санкции. Так, во Франции за попытку фальсификации молотого перца в первый раз полагался штраф в 1000 ливров (почти 60 килограммов серебра), в случае рецидива — полная конфискация имущества, закрытие торговли и арест. В Германии за подделку шафрана правонарушителя либо сжигали, либо закапывали в землю вместе с контрафактным товаром. Что вполне понятно, фальсификация пряностей перестала привлекать потенциальных правонарушителей и фактически была сведена на нет, оставшись в некоторых проявлениях (в виде примешивания примесей) в розничной торговле.
Пряности были одной из причин Великих географических открытий. Первые пряности, минуя венецианских купцов, только в 1498 году привёз португальский мореплаватель Васко да Гама, впоследствии организовавший ещё одну экспедицию, и доставивший в Европу 2000 тонн пряностей. Путешествие Магеллана было обусловлено тем, что португальцы не пропускали испанские корабли с пряностями мимо берегов Африки и испанцы были вынуждены искать новые транзитные пути. В конце концов в начале XVI века центр торговли пряностями переместился на Пиренейский полуостров — тем более ввиду открытия новых территорий (Америка), и соответственно, новых пряностей. В период Великих географических открытий пряности имели не только вкусовое значение, но и вполне практическое: сохранение продуктов в длительных путешествиях. Большее количество пряностей позволяло совершать более далёкие путешествия без захода в порт.

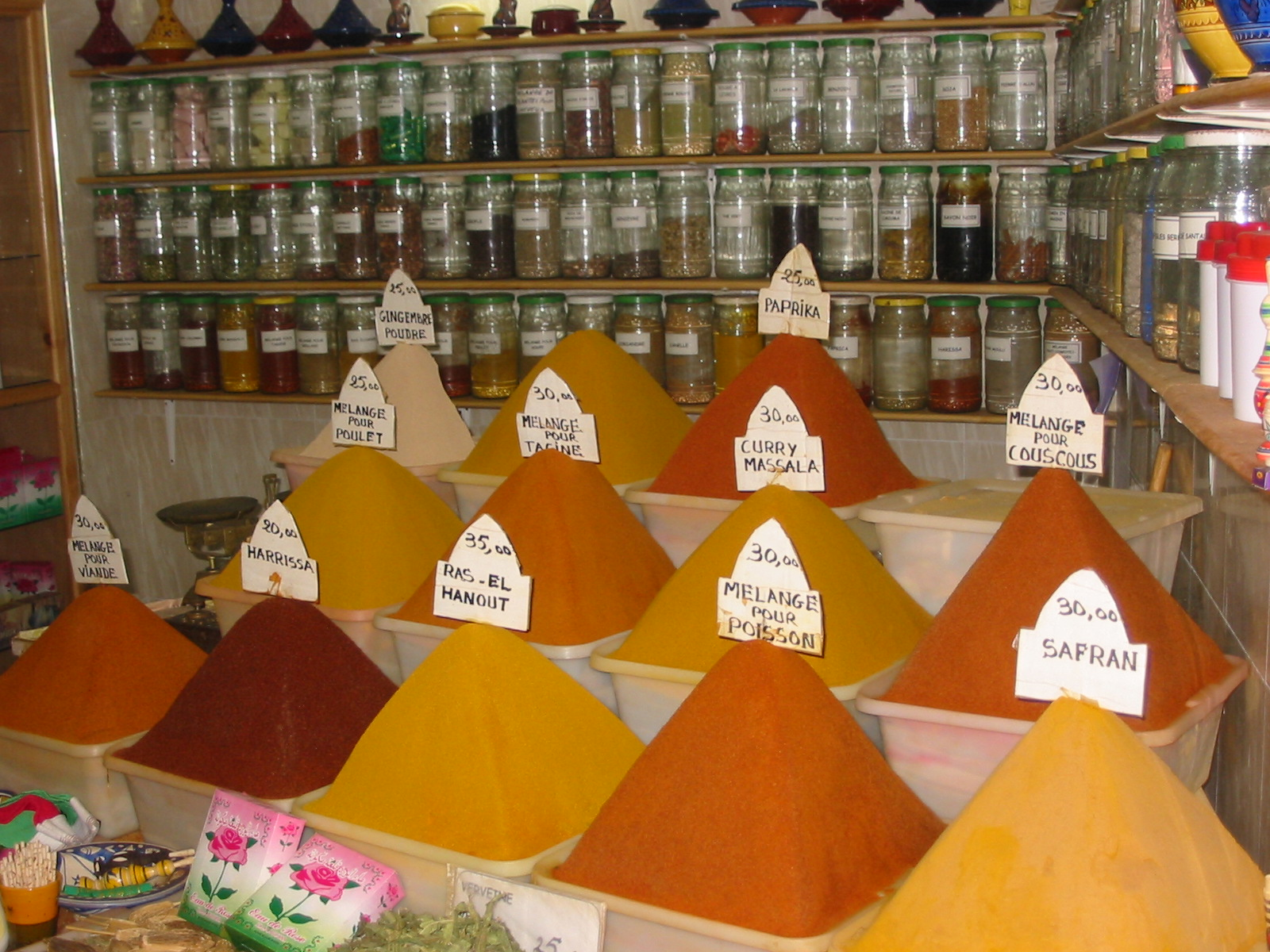
Магазин с пряностями в Марокко

В связи с колониальными завоеваниями других держав собственно монопольного центра торговли не стало: каждая из стран ввозила пряности из своих колоний и торговала ими. В основном в этой сфере были задействованы четыре страны: Нидерланды, Англия, Франция и Испания. Из независимых стран пряностями торговали Китай и Мексика. Что любопытно, глобализация долго не развивалась в этой сфере: так ввезённая в Испанию в 1510 году ваниль стала известна в Англии только в 1807 году. Ямайский перец был ввезён в Европу в 1601 году, но поступал в основном только в Англию, и стал известен только к середине XVIII века в России и других странах как «английский перец».
Даже Великие географические открытия мало повлияли на стоимость пряностей, исключая чёрный перец. Оставшиеся в живых участники экспедиции Магеллана, например, возвратившись из трёхлетнего плавания, потеряв четыре корабля из пяти и практически всё своё имущество, не только возместили ущерб и покрыли долги, но и получили прибыль, всего лишь продав привезённые на оставшемся судне пряности. В России XVI—XVII веков цены на пряности были хотя и высокими, но не запредельными, по сравнению с Европой. Это было связано с тем, что пряности в Россию ввозились минуя тогдашние «транснациональные» компании, по сухопутным путям из Азии в Европу.
Монополия поддерживалась государствами и крупнейшими корпорациями тех времён, и немудрено: Голландская Ост-Индская компания, например, получала прибыль от торговли пряностями в размере 2000—2500 %. Нации, имеющие доступ к источникам пряностей, во-первых, принимали меры к увеличению их производства, во-вторых — меры к охране своей монополии на ту или иную пряность. Так, голландцы в 1566 году ввели на Цейлоне «коричный налог» — каждый мужчина с 12 лет был обязан ежегодно сдать 28 килограммов корицы. Налог постоянно повышался и достиг 303 килограммов ежегодно. Португальцы с 1512 года, а за ними вытеснившие их голландцы c 1605 года, локализовали выращивание гвоздики и мускатного ореха на двух островах Моллукского архипелага, уничтожая их во всех других досягаемых местах и проводя репрессии против местного населения. 

Ароматная гвоздика целые века была причиной истребления, жестокой эксплуатации малайцев, бешеной конкуренции, войн на суше и на море и в какой-то мере содействовала величайшим географическим открытиям.
В 1769—1770 годах французские колониальные войска совершали набеги на колониальные владения Нидерландов c целью кражи ростков и семян. Голландцы же, вынужденные уступить Цейлон Великобритании в конце XVIII века, насколько могли, уничтожили там плантации коричных деревьев и перенесли их культивирование на Яву, Борнео и Суматру
Так или иначе, все державы предпринимали попытки культивирования пряностей на своих территориях, когда-то удачные, когда-то менее удачные. Удачной попыткой было культивирование англичанами гвоздики на Занзибаре, которое дало прекрасный результат, и долгое время Танзания являлась поставщиком около 90 % гвоздики на мировом рынке.
Цены на пряности начали падать только к началу XIX века, а к его концу, потеряв свой ореол вещи, доступной только богачам, перестав служить средством экономики, стали исключительно средством для улучшения пищи и отчасти — медикаментом.

## Рынок пряностей в наше время
Лидером в мировом производстве пряностей (англ. spices) является Индия:
| Страна       | Производство |
| ------------ | ------------ |
| Индия        | 1100,0       |
| Бангладеш    | 140,1        |
| Турция       | 87,0         |
| КНР          | 86,0         |
| Пакистан     | 45,5         |
| Колумбия     | 19,8         |
| Непал        | 17,4         |
| Иран         | 13,2         |
| Буркина-Фасо | 6,7          |
| Нигер        | 5,1          |

На сегодняшний день главными экспортёрами пряностей являются Индия, Индонезия, Вьетнам и Бразилия. Впрочем, ежегодно, в зависимости от урожая, по некоторым видам пряностей на первые позиции могут выйти и другие страны. Некоторые страны являются поставщиками только определённых пряностей; так основными поставщиками кориандра на мировой рынок являются Марокко, Египет, Австралия, Болгария, Румыния и Россия, в свою очередь Сирия и Иран специализируются на тмине и зире. Тем не менее, в целом лидерами являются Индия и страны Индокитая. Так, Индия ежегодно экспортирует около 230—250 тысяч тонн пряностей.
Самыми крупными потребителями пряностей на сегодняшний день считаются США, Германия, Япония и Франция. Место Константинополя в настоящее время занял Сингапур, в который поступает большое количество растительного сырья из Таиланда, Шри-Ланки и других стран Юго-Восточной Азии. В Сингапуре сырьё перерабатывают и фасуют.

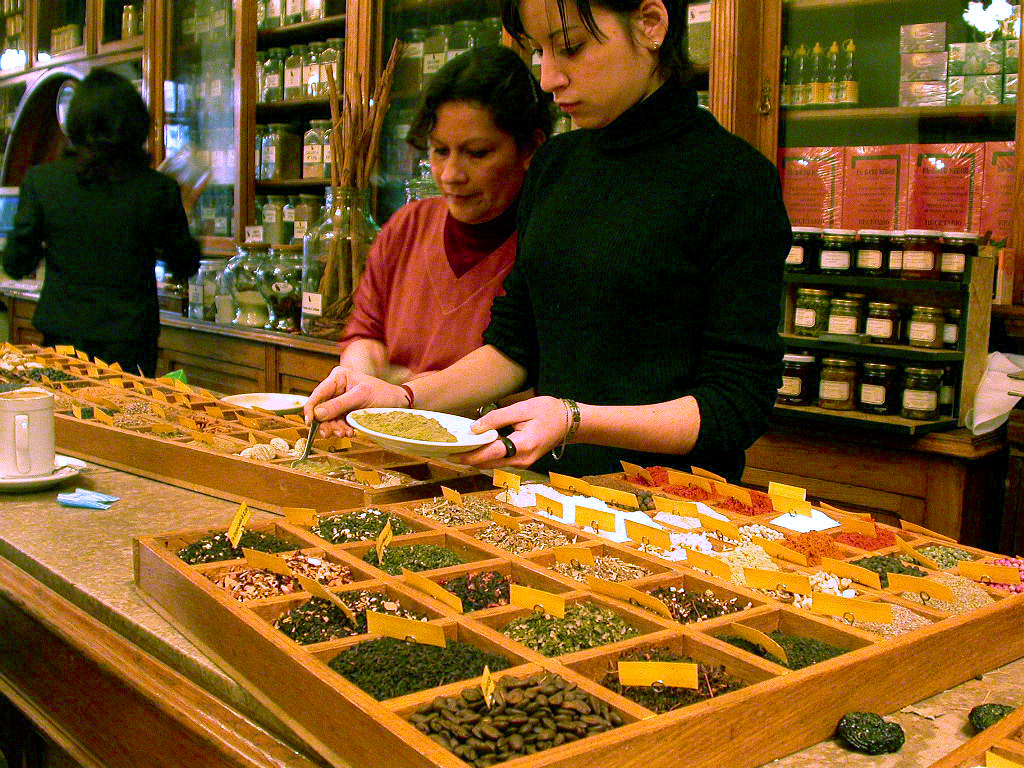
Кафе Gato Negro и магазин пряностей (Буэнос-Айрес, Аргентина)

Сегодня, как и за всю историю пряностей, основной пряностью в мире является перец (паприка, чили, кайенский перец, белый перец и чёрный перец); цена на перец определяет оборот рынка пряностей, цену и в целом конъюнктуру рынка. На сегодняшний день цена на чёрный перец колеблется от 1650 долларов до 1900 долларов за тонну, в зависимости от места происхождения и времени доставки. Основные страны-поставщики, такие, как Вьетнам, Индия, Малайзия, Индонезия, экспортируют на рынок этого товара около 180 тысяч тонн ежегодно.
Средняя цена на другие классические пряности колеблется от 1000 до 3000 долларов за тонну, и является менее стабильной, зависит от урожая. Среди классических пряностей самыми дорогими являются шафран, кардамон и натуральная ваниль. Цены же на экзотические пряности могут достигать нескольких тысяч долларов за 100 граммов. Рекорд был поставлен в ноябре 1979 года. За дикий женьшень, произрастающий в горном районе Китая Чан Пак, платили до 70000 долларов за 100 граммов. Ежегодная поставка этой пряности на мировой рынок не превышает 4 килограммов.

## Классификация пряных растений

### Классические или экзотические пряности
Пряности, известные с глубокой древности, получившие всемирное распространение и широко применяемые практически в любой национальной кухне. Представляют собой части тропических и субтропических растений, как правило, прошедшие ту или иную обработку (практически всегда — сушку, также могут пройти ферментацию, очистку, кипячение и т. п.).
Диапазон применения классических пряностей очень широк: от мясных до сладких блюд.
К классическим пряностям относятся:
- Асафетида, она же ферула вонючая, смола вонючая, дурной дух, чёртов кал, асмаргок, хинг, илан
- Бадьян настоящий, он же звёздчатый анис, китайский анис, индийский анис, сибирский анис, корабельный анис
- Ваниль
- Гвоздика
- Имбирь
- Калган, он же галган, альпиния, калганный корень, аптечный корень
- Кардамон
- Корица
- Куркума, она же куркума длинная, жёлтый корень, гургемей, зарчава, халди
- Лавр
- Мускатный орех и Мускатный цвет или мацис, мэс
- Перец
  - Настоящие перцы
    - Чёрный перец
    - Белый перец
    - Кубеба, он же яванский перец, кумукус, рину
    - Длинный перец, он же долгий перец, колосковый перец, пипул, кавика
    - Африканский перец

  - Красные перцы (капсикумы)
    - Перец стручковый, он же красный, острый, жгучий, мексиканский, испанский, турецкий, мадьярский, паприка, чили.
    - Кайенский перец, он же индийский, бразильский
    - Птичий перец
    - Халапеньо

  - Псевдоперцы (ксилопии), они же ложные перцы, бразильники
    - Кумба[англ.], он же мавританский перец
    - Негритянский перец, он же гвинейский

  - Душистые перцы
    - Ямайский перец, он же гвоздичный, английский перец, ормуш, английская пряность, всепряность, четверопряность, пимент(а)
    - Японский перец, он же зантоксилюм перечный, перечник, чуань-цзяо, хуацзе
    - Малагетта, она же райское зерно
- Розмарин
- Цедра
- Шафран

### Местные пряности
Пряности, активное употребление которых, по крайней мере, ранее, имело место в исторических и географически обособленных областях. В настоящее время различия между местными и классическими пряностями несколько нивелируются, так как совершенствование способов обработки и доставки, как правило, позволяет использовать их повсеместно и не только в свежем виде. Однако остаётся аспект области применения этих пряностей — то есть в те блюда, которые сложились в том регионе, где та или иная пряность являлась местной. Кроме того, пряные травы иногда имеют весьма узкое применение: в одном региональном блюде или группе блюд. При этом к местным пряностям В. В. Похлёбкин относит также пряности, повсеместно употребляемые в пищу, но употребляемые при этом почти исключительно в свежем виде, так например лук.

#### Пряные овощи
Пряных овощей не так и много. В пищу употребляются как корни, так и стебли и листья, и в основном они применяются повсеместно.
- Луковичные
  - Лук
    - Лук репчатый
    - Лук многоярусный
    - Лук-шалот, он же сороказубка, шарлот
    - Лук-порей
    - Лук-батун
    - Шнитт-лук, он же резанец, скорода
    - Джусай
    - Мангир, он же стареющий лук
    - Лук алтайский, он же сибирский дикий, каменный, монгольский, боровой, курайский лук, сончина
    - Лук пскемский, он же пиёз-ансур, горный лук

  - Чеснок
  - Черемша, она же медвежий лук, дикий лук, гензели
  - Колба, она же лук победный, сибирская черемша
  - Чесночник, он же чесночница, чесночная трава, лесной чеснок
- Корнеплоды
  - Петрушка
  - Пастернак, он же полевой борщ, поповник, козелка, пастарнак
  - Сельдерей, он же душистая петрушка
  - Фенхель, он же аптечный укроп, волошский укроп
  - Хрен

#### Пряные травы
Пряных трав, в отличие от овощей, великое множество. Корни у пряных трав, как правило, не употребляются. Нередко имеют достаточно ограниченное применение, или, что чаще, рекомендуются к специальному применению (так, например, майоран, нередко в западных районах России, Белоруссии и Прибалтике называемый «колбасной травкой»).
- Ажгон, он же айован, коптский тмин, индийский тмин, иранский тмин, зира.
- Аир, он же ир, ирный корень, гаир, явер, татарское зелье, сабельник, калмус
- Анис, он же ганус
- Базилик, он же душки, душистые васильки, красные васильки, реган, райхон, реан.
- Горчица
  - Чёрная горчица, она же настоящая, французская
  - Сарептская горчица, она же русская, горчица
  - Белая горчица, она же жёлтая, английская
- Гравилат, он же гравилат аптечный, гвоздичник, гребенник, чистец, бенедиктова трава[2], подлесник, вывешник
- Душица, она же орегано, материнка, ладанка, мацердушка, блошница, душница, зеновка, кара гыных, звирак, ташава
- Дягиль, он же дягильник, ангелика, анжелика, коровник, сладкий ствол
- Зира, она же зра, кумин, кмин, тимон, пряный тмин, кмин тминовый, римский тмин, египетский тмин, волошский тмин
- Иссоп, он же гисоп, сусоп, юзефка, синий зверобой
- Калуфер, он же кануфер, канупер, сарацинская мята, бальзамическая рябинка
- Кервель, он же купырь, снедок, журница
- Кервель испанский, он же многолетний кервель, дикая петрушка, душистый бутень, ладан
- Колюрия, она же колюрия гравилатная, гвоздичка
- Кориандр, он же кишнец, коляндра, колендра, кинза, киндзи, клоповник
- Кресс
  - Водяной кресс, он же жеруха, режуха, брун-кресс, ключевой кресс, водяной хрен, гулявник водяной
  - Горький кресс, он же ложечник, ложечная трава, ложечный хрен, варуха, морской салат, цинготная трава
  - Луговой кресс, он же полевая горчица, сердечник, смолянка
  - Садовый кресс, он же кресс-салат, перечник, хреница, подхренник, перечная трава, кир-салат
  - Капуцин-кресс, он же повертень, индейский кресс, испанский кресс, цветной салат, настурция
- Лаванда, она же леванда, лавенда, цветная трава
- Любисток, он же любистик, любистник, либисток, зоря, дудочник, дудчатая трава, любим, заборина
- Майоран
- Мелисса, она же лимонная мята, медовка, маточник, роевник, пчельник, папочная трава
  - Мелисса турецкая, она же змееголовник молдавский
- Можжевельник, он же можжуха, яловец, женеврье, баккаут
- Мята
  - Мята перечная, она же английская мята, холодная мята, холодянка
  - Мята кудрявая, она же немецкая мята, курчавая мята, луговая мята
  - Мята пряная, она же эльсгольция, гребенчатая шандра, пряный иссоп
  - Мята яблочная, она же мята круглолистая, египетская, золотая, кондитерская, дикий бальзам
- Пажитник голубой, он же донник голубой, донник синий, гуньба, синий козий трилистник
- Полынь
  - Полынь обыкновенная, она же чернобыль, чернобыльник, простая полынь
  - Полынь римская, она же александрийская, понтийская, черноморская, узколистая, малая, понтский абсинт, белая нефорощь
  - Полынь метельчатая, она же куровник, бечёвник, бодренник, чилига
  - Полынь лимонная, она же божье дерево
  - Полынь альпийская
- Рута
- Тимьян, он же тимьян душистый, фимьян, фимиам, фимиамник
- Тмин, он же тимон
- Укроп, он же копер, цап, кроп, шивит, шюют, самит, кака, тилль
- Фенугрек, он же пажитник, фенум-грек, фенигрекова трава, греческое сено, греческий козий трилистник, греческая сочевица, треуголка, верблюжья трава
- Чабер, он же садовый или летний чебер, чобр, шебер
  - Чабер зимний, он же многолетний, альпийский, горный чабер, чачет
- Чабрец, он же тимьян ползучий, богородская трава, лимонный душок, боровой перец, мухопал, мацержанка, жадобник
- Чернушка, она же чернуха, чёрный тмин, мацок, нигелла, римский кориандр
- Шалфей, он же шавлий, шавлия
- Эстрагон, он же тархун, страгон, драгун-трава

### Смеси и комбинации пряностей
Нередко, прежде всего с целью экономии времени, хранения, отчасти, для создания несколько нового вкуса, пряности заранее заготавливают в смеси. Естественно, технически любые пряности могут быть смешаны, однако вопрос стоит в результате: отнюдь не все пряности сочетаются друг с другом, и кулинария разных стран выработала свои, определённые комбинации пряностей, присущие тому или иному историческому или географическому региону и используемые в определённых блюдах (группе блюд).
Из наиболее известных смесей следует выделить:
- смесь карри (от 7—12 до 20-24 компонентов)
- индийская смесь (10 компонентов)
- сиамская смесь (10 компонентов)
- китайская смесь усянмянь[англ.] (5 компонентов)
- хмели-сунели (от 6 (сокращённый состав) до 12 (полный) компонентов)
- аджика (5 компонентов, но один из них хмели-сунели)
- долма (6-8 компонентов)
- болонская смесь (9 компонентов)
- франкфуртская смесь (10 компонентов)
- гамбургская смесь (7 компонентов)
- уорчестерская смесь (5 компонентов)
- букет гарни (сухой или свежий в разных вариантах до 9 компонентов)
- ситими-тогараси (традиционно 7 компонентов — от яп. «перец семи вкусов»)

## Применение

### Цели
Применение пряностей имеет следующие цели:
- Внесение в блюдо новых вкусовых оттенков

Пряности:
- - отбивают первоначальный запах сырого продукта или нейтрализуют его
  - дополняют пищу новым ароматом
  - оттеняют естественный аромат продукта, заставляя его контрастировать с собой
  - резко усиливают аромат блюда, привлекая к нему особое внимание
  - придают блюду какой либо новый, необычный аромат и остроту, характерные не столько для основного продукта, сколько для пряности
  - иногда перебивают прежний аромат, даже если он не был неприятным

Как правило, пряности применяются именно с этой целью: не перебивая вкус блюда, они оттеняют лучшие черты его вкуса, делают блюдо более аппетитным и физиологически полезным, придают национальный колорит блюду. Иногда пряности, как и приправы, могут даже и создавать вкус отдельных блюд: так, например, вкус узбекского плова во-многом определяется зирой, вкус пряников — корицей и кардамоном.
- исправление неприятного естественного вкуса продуктов или готового блюда

Так, например, пряности используются в случае варки супа из рыбы, отдающей тиной. Внесение комбинации перца, шафрана, корней сельдерея и петрушки практически сводит на нет неприятный вкус и запах. Чеснок служит хорошей пряностью к корнеплодам, которые нередко, особенно свёкла, имеют землистый вкус, от которого тяжело избавиться. Кроме того, пряности в известной степени могут служить средством исправления поварских ошибок.
- сохранение продукта

Пряности издревле, в силу бактерицидных свойств, использовались для сохранения продуктов. Так, обмазанная горчицей крышка позволит сохранить закрытые ею в банке солёные огурцы более долгое время, а листья хрена, переложенные вместе со свежей рыбой, обеспечат её более долгую сохранность.
- придание блюду привлекательного внешнего вида

Привлекательный внешний вид блюда пряностями достигается двумя методами: придание яркой окраски блюду, создание за счёт зелёных пряных трав каких-либо композиций, либо напротив, маскировка присущей блюду окраски. Так, подкрашенный куркумой или шафраном рис (особенно выложенный на блюдо полосами — подкрашенный и неподкрашенный), украшенный зелёными и фиолетовыми веточками базилика, не только приобретает новый аромат и отчасти вкус, но и привлекательно смотрится на блюде. С другой стороны, отваренный, тёмный, с прожилками жира кусок баранины гораздо менее привлекателен на вид, нежели тот же кусок, поданный обвалянным в паприке и той же куркуме.
- улучшение консистенции блюда

Помимо придания новых вкусовых оттенков, пряности улучшают и консистенцию блюда. Так, например, известный факт маринования шашлыка и повышения мягкости мяса напрямую связан не только с кислотой (вино, сок, винегар) — тем более, что подготовка мяса может производиться вовсе без специально добавляемой кислоты — но и с веществами, содержащимися, например в репчатом луке.

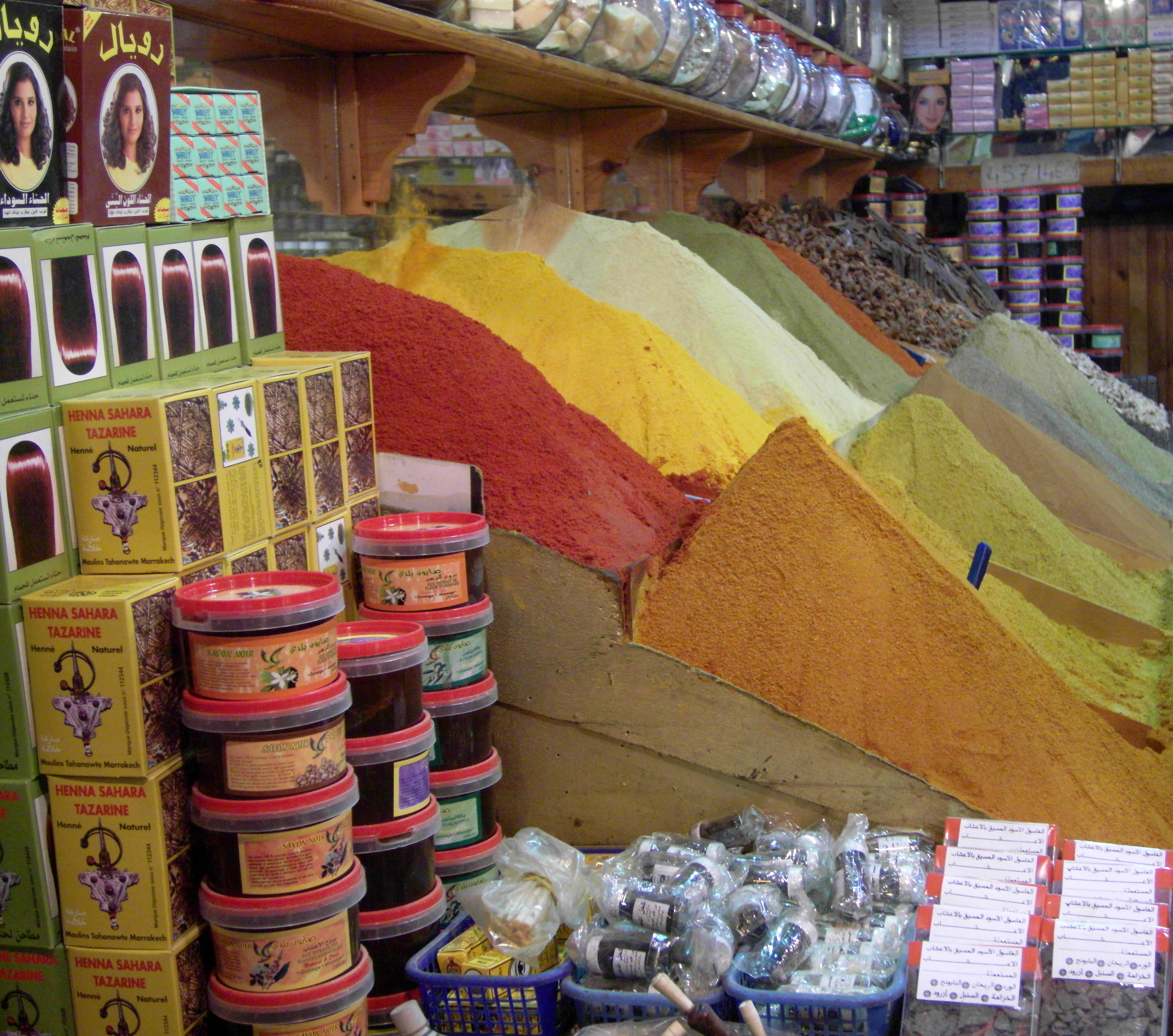
Пряности Марракеша в Марокко

### Способы внесения пряностей в блюдо
Пряности могут употребляться
С позиций способа заготовки, из свежего или переработанного сырья:
- в сухом виде
- в свежем виде
- в консервированном виде
- в предварительно обработанном виде (экстракты)

В быту «классические» пряности вносятся, как правило, в сухом виде, но в промышленности более распространены вкусоароматические экстракты. Местные пряности могут вноситься как в сухом, так и в свежем виде, при этом надо иметь в виду, что вкус сухих и свежих пряностей может разнится, характерным примером тому является эстрагон. Также существуют консервированные пряности, хорошим примером может служить маринованный имбирь. Иногда пряности до внесения их в блюдо обрабатываются, так, например, предварительно, до внесения в бульон, могут быть легко подпечены корни сельдерея, петрушки, пастернака.
С позиций целостности:
- в целом виде

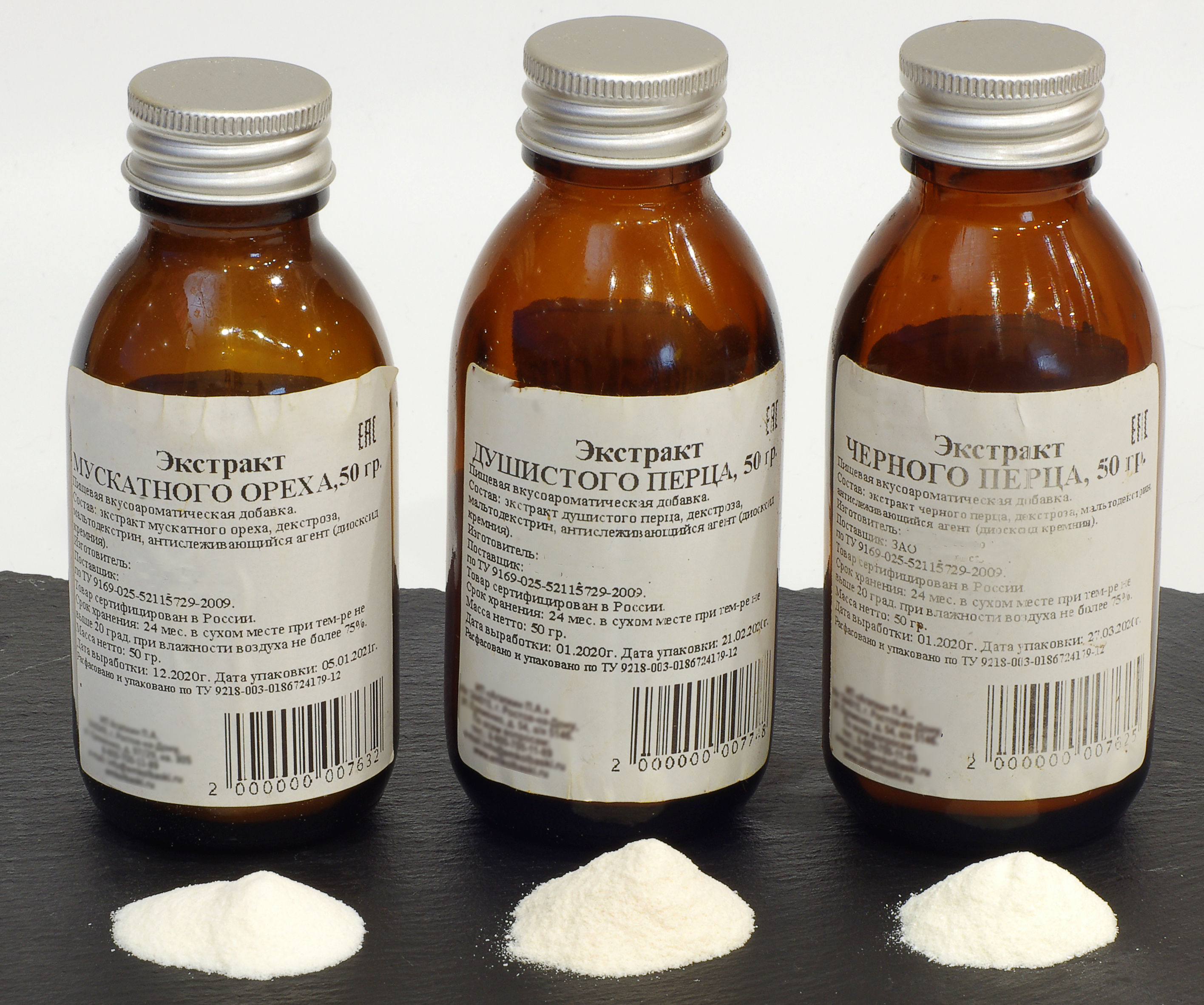
Экстракты пряностей

- в измельчённом виде (молотые (в виде порошков и пудры) ломаные, дроблёные, резаные и давленые)
- в виде экстракта
- в виде букета

Выбор в данном случае, зависит, во-многом, от того блюда, которое готовится. Общим правилом является то, что чем более целостна пряность, тем менее и дольше она экстрагируется в готовое блюдо. Например, стручок свежего острого красного перца, положенный на недолгое время в борщ, придаст блюду необходимую пикантность и остроту (и что немаловажно, всегда может быть быстро изъят), тогда как тот же измельчённый стручок может привести к полной непригодности блюда. В виде экстракта (настоя) вносятся некоторые пряности, обладающие весьма насыщенным вкусом и цветом, например шафран. В виде букета вносятся пряные травы, как свежие, так и сухие, опускаемые в блюдо на некоторое время.
С позиций времени и температуры внесения пряности:
По общему правилу, пряности вносятся в конце приготовления блюда или уже в готовое блюдо, но так, чтобы они успели в достаточной мере экстрагироваться. Как и везде, правил без исключений не бывает, например подготовленные корни сельдерея, петрушки, пастернака при приготовлении супа можно вносить ещё в бульон, а приготовление глинтвейна вообще основано на варке пряностей. Однако, надо иметь в виду, что в основном, пряности очень чувствительны к высокой температуре и времени пребывания в высокой температуре — они, в лучшем случае, уничтожают аромат пряностей, в худшем — могут испортить блюдо. Характерным примером последнего является чеснок, в случае его долгой температурной обработки приобретающий и придающий всему блюду крайне неприятный аромат и вкус.
В холодные блюда (имея в виду блюда, приготавливаемые и подаваемые без температурной обработки) пряности могут вноситься как в процессе приготовления, так и в уже готовые блюда.
Интересно, что пряности в блюдо могут вноситься ещё задолго до начала его приготовления. Например, во Франции домашней птице за неделю до забоя добавляют в корм различные пряности — красный перец, чеснок, корицу, имбирь, чабер, отчего её мясо приобретает своеобразный утончённый вкус.

### Среда и пряности
При использовании пряностей надо иметь в виду среду, в которой они используются. Наименьшая экстракция пряностей происходит в воде, причём с повышением температуры и времени воздействия высокой температуры экстракция значительно усиливается. Пряности в жирах экстрагируются по-разному, в зависимости от нагрева. При слабом и постепенном нагреве, или при сильном, но кратковременном нагреве, пряности экстрагируются наилучшим образом (с позиций вкуса). Однако при высокой температуре жира пряности попросту выгорят, и это в лучшем случае уничтожит их вкус, а в худшем — испортит блюдо. В присутствии кислот и спиртов пряности экстрагируются наиболее сильно и полно, в результате чего нередко в блюдо попадают как наиболее приятные составляющие, так и горькие, излишне жгучие составляющие, и это надо иметь в виду, используя ограниченный набор пряностей или помещая их в блюдо на небольшое время. Солёная среда усиливает действие пряностей и также требует особой аккуратности при их использовании.

### Сохранение пряностей
Сохранение пряностей в сухом виде особого труда не составляет: в тёмных стеклянных банках с притёртой пробкой, хранить в тёмном месте. Пряности можно замораживать в морозильнике, предварительно порезанными и после этого чуть-чуть подсушенными, небольшими отдельными порциями. Некоторые пряности можно консервировать с солью, однако не все и недолгое время. Недолгое сохранение свежего пучка пряной травы производится путём помещения этого пучка в невысокий стакан, куда налито немного воды — не более 1\3 стакана.

## Пряности в литературе
…Удивительно дело: стоит только в самое незатейливое блюдо подбавить одно-единственное зёрнышко индейских пряностей — крохотную щепотку перца, сухого мускатного ореха, самую малость имбиря или корицы — и во рту немедленно возникает своеобразное, приятное раздражение. Между ярко выраженным мажором и минором кислого и сладкого, острого и пресного начинают вибрировать очаровательные гастрономические (вкусовые) обертоны и промежуточные звучания— Стефан Цвейг «Подвиг Магеллана»

— Что бог ни делает, все к лучшему, — с пафосом провозгласил патер, заслышав о кухне. — Порядочный человек и на кухне может сделать себе карьеру. Интеллигентных людей нужно назначать именно на кухню для большего богатства комбинаций, ибо дело не в том, как варить, а в том, чтобы с любовью все это комбинировать, приправу, например, и тому подобное. Возьмите, например, подливки. Человек интеллигентный, приготовляя подливку из лука, возьмёт сначала всякой зелени понемногу, потушит её в масле, затем прибавит кореньев, перцу, английского перцу, немного мускату, имбирю. Заурядный же, простой повар разварит луковицу, а потом бухнет туда муки, поджаренной на говяжьем сале, — и готово.— Ярослав Гашек «Похождения бравого солдата Швейка»

## Пищевая безопасность
Кулинарные специи, несмотря на их в целом безопасную репутацию, могут представлять значительные риски для пищевой безопасности, поскольку они могут содержать вредные бактерии (особенно Salmonella spp. и патогенную E. coli), вызывающие пищевые отравления, а также исторически связаны с многочисленными вспышками заболеваний и отзывами продукции, кроме того, специи могут содержать недекларированные аллергены, представляющие серьезную опасность для потребителей с пищевой аллергией.
Загрязнение специй может происходить на различных этапах цепочки поставок (выращивание, сбор урожая, переработка, хранение), причем FDA установило, что импортируемые специи часто поступают с более высоким уровнем загрязнения, чем тот, что обнаруживается на розничном уровне в США, что указывает на внедрение значительных мер безопасности между импортом и розничной дистрибуцией.

### Вредные бактерии
В 1993 году Германия инициировала общенациональный отзыв импортированного из Южной Америки порошка паприки из-за заражения сальмонеллой, что вызвало серьезный кризис безопасности пищевых продуктов, затронувший множество продуктов со вкусом паприки, включая картофельные чипсы, и привело к ужесточению регулирующего надзора и усилению мер контроля качества во всей европейской индустрии специй.
Исследование Национального союза защиты прав потребителей выявило превышение норм по содержанию вредных веществ в 50% образцов специй российских производителей, включая обнаружение кишечной палочки в продукции АО "Проксима", а также 40-кратное превышение допустимого количества микроорганизмов в приправах брендов "Приправыч" и "Спайс мастер".

### Тяжелые металлы
Исследование 96 образцов 13 видов специй и трав, потребляемых в Ливане, показало, что 20% (19/96) образцов превышали допустимые уровни свинца (Pb) и 4% (4/96) - кадмия (Cd), тогда как все образцы соответствовали нормам по мышьяку (As) и ртути (Hg) согласно стандартам Кодекса Алиментариус; при этом неупакованные образцы имели наибольшую долю неприемлемых показателей по свинцу (31%) и кадмию (8%), а импортированные упакованные образцы превышали нормы только по свинцу (28%).
В 2023 году в США был выявлен случай отравления свинцом у маленьких детей, причиной которого стало яблочное пюре с корицей в упаковках для малышей, что продемонстрировало серьезную опасность загрязнения тяжелыми металлами в пищевых продуктах; расследование обнаружило сложную международную цепочку поставок, где поставщик из Эквадора закупал сырье (палочки корицы) в Шри-Ланке перед переработкой и распространением в американские магазины.

### Этиленоксид
Этиленоксид стал серьезной проблемой в индустрии специй, поскольку это соединение, повреждающее ДНК и используемое как стерилизующий агент и пестицид, связано Национальным институтом рака США с развитием лимфомы, лейкемии, рака желудка и молочной железы, что вызывает глобальную обеспокоенность общественного здравоохранения из-за его обнаружения в широко распространенных специях. 
В апреле 2024 года разразился международный скандал, когда Центр безопасности пищевых продуктов Гонконга приостановил продажу нескольких смесей специй от MDH и Everest (ведущих индийских брендов) из-за обнаружения этиленоксида - токсичного химического вещества. Это привело к аналогичным мерам в Сингапуре и Непале, а также усилению контроля со стороны регулирующих органов Великобритании, Австралии и США. Около 12% проверенных образцов специй в Индии не соответствуют стандартам качества и безопасности, содержа такие загрязнители как этиленоксид, свинец и неразрешенные красители.

### Неразрешенные красители
В специях часто обнаруживают неразрешенные красители, добавляемые для улучшения внешнего вида и восприятия качества, причем в таких продуктах как паприка и куркума неоднократно выявляли потенциально канцерогенные красители группы Судан. В январе 2025 года система быстрого оповещения ЕС по пищевым продуктам и кормам выпустила предупреждение о серьезном риске в связи с обнаружением неразрешенного красителя метилового желтого в порошке куркумы из Индии.

### Биологические загрязнители и аллергены
Согласно данным Системы быстрого оповещения ЕС по пищевым продуктам и кормам, в специях обнаруживаются природные токсины - пирролизидиновые алкалоиды (ПА) в сушеном орегано из Турции и майоране из Египта, при этом профессор Крис Эллиотт из Института глобальной продовольственной безопасности отмечает растущее количество случаев выявления ПА и тропановых алкалоидов в различных продуктах.

## Фальсификации специй
Исследование Европейской комиссии 2019-2021 годов выявило значительные масштабы экономической фальсификации специй, при которой дорогие ингредиенты заменяются дешевыми аналогами. Наиболее уязвимым оказался орегано (48% образцов с признаками фальсификации, преимущественно путем добавления оливковых листьев), за ним следуют перец (17%), тмин (14%), куркума (11%), шафран (11%) и паприка/чили (6%).
В мае 2024 года полиция Дели обнаружила две подпольные фабрики в северо-восточной части города, где производились поддельные специи (около 15 тонн кориандра, куркумы и других). Фальсификаты изготавливались из опасных ингредиентов: гнилых листьев и риса, испорченного проса, древесной пыли, головок перца чили, кислот и некачественных масел. Трое причастных к нелегальному производству были арестованы, а поддельная продукция, продававшаяся по ценам оригинальных товаров на местных рынках Дели и прилегающих регионов, изъята для дальнейшего анализа.